# Norristown (Pensylwania)
Norristown – miejscowość (borough), ośrodek administracyjny hrabstwa Montgomery, w południowo-wschodniej części stanu Pensylwania, w Stanach Zjednoczonych, położone na północnym brzegu rzeki Schuylkill, około 25 km na północny zachód od Filadelfii. W 2016 roku miejscowość liczyła 34 370 mieszkańców.
Miejscowość, formalnie założona w 1812 roku, rozwinęła się jako ośrodek przemysłowy, czemu sprzyjało wybudowanie linii kolejowej do Filadelfii (1834) oraz regulacja rzek Schuylkill i Delaware. Funkcjonował tu m.in. przemysł chemiczny, maszynowy, metalowy i tekstylny.